# Trąbin
Trąbin – wieś w Polsce, w województwie kujawsko-pomorskim, w powiecie rypińskim, w gminie Brzuze.
Do 2023 r. wieś nosiła nazwę Trąbin-Wieś.
W latach 1975–1998 miejscowość administracyjnie należała do województwa włocławskiego.

## Demografia
Według Narodowego Spisu Powszechnego (III 2011 r.) liczyła 114 mieszkańców. Jest piętnastą co do wielkości miejscowością gminy Brzuze.

## Grupy wyznaniowe
We wsi znajduje się parafia pw. św. Antoniego z kościołem z 1881 roku. Eklektyczny, murowany z cegły. Ołtarz główny z 4. ćwierci XIX wieku, z wykorzystaniem fragmentów wcześniejszych – kolumn renesansowych z XVI wieku.